# والتر سينتيمينتي
والتر سينتيمينتي (بالإيطالية: Walter Sentimenti)‏ (19 مارس 1923 – 1987) هو ملاكم إيطالي راحل، مثّل بلاده في الألعاب الأولمبية الصيفية 1952.

## روابط خارجية
والتر سينتيمينتي على موقع أوليمبيديا (الإنجليزية)